# 広島市立五月が丘中学校
広島市立五月が丘中学校（ひろしましりつさつきがおかちゅうがっこう）は、広島県広島市佐伯区五月が丘二丁目にある公立中学校。

## 沿革
- 1982年（昭和57年）4月1日 - 五日市町立三和中学校より分離され、五日市町立五月が丘中学校設立[2]。
- 1985年（昭和60年）3月20日 - 広島市との合併により、広島市立五月が丘中学校と改称。

## 校区
- 広島市立五月が丘小学校の校区[3]
  - 五月が丘一丁目～五月が丘五丁目
- 広島市立石内小学校の校区
  - 五日市町大字石内、石内上一丁目

## アクセス
- JR山陽本線 西広島駅下車
- 広島電鉄宮島線 広電西広島（己斐）駅下車
- アストラムライン 広域公園前駅下車

## 著名な出身者
- 新井貴浩 - 元プロ野球選手（広島東洋カープ・阪神タイガース）、広島東洋カープ監督（新井良太の実兄）
- 新井良太 - 元プロ野球選手（中日ドラゴンズ・阪神タイガース）、阪神タイガース・広島東洋カープ二軍コーチ（新井貴浩の実弟）
- ドロンズ石本 - お笑い芸人、俳優